# Smartiomyia obscura
Smartiomyia obscura är en tvåvingeart som beskrevs av Krober 1940. Smartiomyia obscura ingår i släktet Smartiomyia och familjen stekelflugor. Inga underarter finns listade i Catalogue of Life.